# Кі Бо Бе
Кі Бо Бе  (кор. 기보배, 20 лютого 1988) — південнокорейська лучниця, триразова олімпійська чемпіонка.

## Виступи на Олімпіадах
| Олімпіада   | Дисципліна | Місце |
| ----------- | ---------- | ----- |
| Лондон 2012 | особисті   | 1     |
| Лондон 2012 | командні   | 1     |
| Ріо 2016    | командні   | 1     |
| Ріо 2016    | особисті   | 3     |